# Mỹ Linh
Đỗ Mỹ Linh (née le 19 août 1975  à Hanoï), également connue sous le nom d'artiste Mỹ Linh, est une chanteuse vietnamienne de musique pop. Connue pour sa force vocale et ses habiletés mélismatiques, elle est considérée par le public et les critiques comme l'une des quatre divas de la musique viêtnamienne, aux côtés de Thanh Lam, Hồng Nhung et Trần Thu Hà.

## Biographie

### Jeunesse et formation
Mỹ Linh naît dans une famille de travailleurs à Hanoï le 19 août 1975. Son père est enseignant de littérature, puis travailleur, entre autres dans la construction. Sa mère travaille dans une manufacture de produits pharmaceutiques. Elle a un frère ainé et une sœur cadette. Mỹ Linh démontre un talent et une habileté musicales dès son plus jeune âge, remportant des prix à de nombreuses compétitions régionales de musique pour les enfants. Elle a fréquenté l’école élémentaire et intermédiaire du district  Hai Bà Trưng, à Hanoï. En 1994, elle finit l’école secondaire Bạch Mai High School et prend la première place de l’examen d’admission du Hanoi Conservatory of Music. Elle en est diplômée en 1997, étant devenue une célèbre chanteuse populaire.

### Carrière
En août 1993, My Linh et l'ensemble Hoa Sữa obtient la deuxième place au Festival national de musique populaire. Mỹ Linh remporte le prix de la meilleure nouvelle artiste pour sa chanson Thì Thầm Mùa Xuân écrite par Ngọc Châu. My Linh lance sa carrière professionnelle à la suite du festival, et devient l'une des chanteuses populaires favorites des Vietnamiens. En 1998, Mỹ Linh épouse le compositeur et réalisateur Anh Quân. C'est une étape importante de sa carrière musicale. Elle entreprend ses performances de musique des genres soul et funk. Elle fait une tournée du Vietnam nommée Tiếng Hát Mỹ Linh en 1998, incluant des spectacles à Hanoï, Da Nang et Hô Chi Minh-Ville. À la suite du succès de la tournée, en 1999, elle sortit l’album Tóc Ngắn, qui devient sa marque de fabrique.
En 2003, Mỹ Linh signe un contrat avec le label américain Blue Tiger, pour sortir un album en langue anglaise, qui attire une large couverture médiatique au Vietnam. L'album Coming to America sort en 2004. En 2006, Mỹ Linh devient l'une des juges au concours de chant Sao Mai Điểm Hẹn présenté par Vietnam Television pour faire découvrir les nouveaux talents. Par la suite, Mỹ Linh se produit dans plusieurs pays incluant la Chine, la Thaïlande, la Corée, la Russie, l'Allemagne, la Tchéquie, l'Ukraine, la Suisse, le Royaume-Uni, Cuba, les États-Unis, le Canada et l'Australie. En 2006, elle est l'unique artiste vietnamienne à participer aux soirées Asian Divas à Nagoya, au Japon.
En 2013, Mỹ Linh s'essaye au coaching pour le concours de chant Giọng hát Việt (seconde édition). En outre, elle est examinatrice lors de l'émission télévisée Gương mặt thân quen.

### Vie personnelle
My Linh épouse le compositeur et réalisateur Anh Quân en 1998. Ils ont deux enfants, Anh Duy et Mỹ Anh. Anna (du nom  vietnamien Mỹ Hà) est la fille d'Anh Quân d'un premier mariage. Ses artistes favoris sont Thanh Lam, Whitney Houston, Mariah Carey, Brian McKnight et Babyface. Elle déclare également apprécier les artistes telles que Madonna, Céline Dion ou encore Lara Fabian.

## Engagement
En 2004, My Linh enregistre une annonce publique au sujet des dangers que la consommation de la bile d’ours posait aux populations d’ours sauvages qui sont élevés pour leur bile. Son court métrage, qui fut présenté à l’antenne de plusieurs chaines vietnamiennes, inclut des séquences filmées sur des fermes d’ours à Hanoï. Le film a été produit par Education for Nature Vietnam, le premier organisme non gouvernemental du pays à viser la préservation de l'environnement, avec l’aide de l’organisme de Londres, Environmental Justice Foundation.

## Discographie

### Albums studio
- 1994 : Xin Mat Troi Ngu Yen
- 1995 : Trịnh Công Sơn – Con Mai Tim Nhau
- 1996 : Vẫn Hát Lời Tình Yêu
- 1996 : Chiêu Xuan
- 1996 : Cho Một Người Tinh Xa
- 1997 : Tiếng Hát My Linh
- 1998 : Mùa Thu Khong Tro Lai
- 1999 : Toc Ngan
- 2000 : Tóc Ngắn 2 – Vẫn Hát Lời Tình Yêu
- 2003 : Made in Vietnam
- 2004 : Coming to America
- 2005 : Chat với Mozart
- 2006 : Để Tình Yêu Hát
- 2011 : Một Ngày (Toc Ngan Acoustic)